# Zasłonak szarofioletowawy

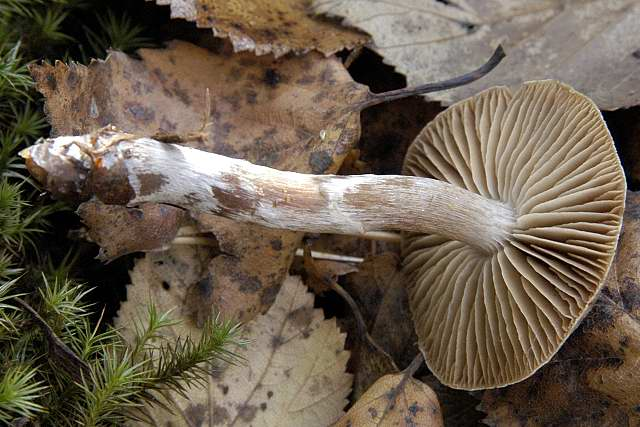

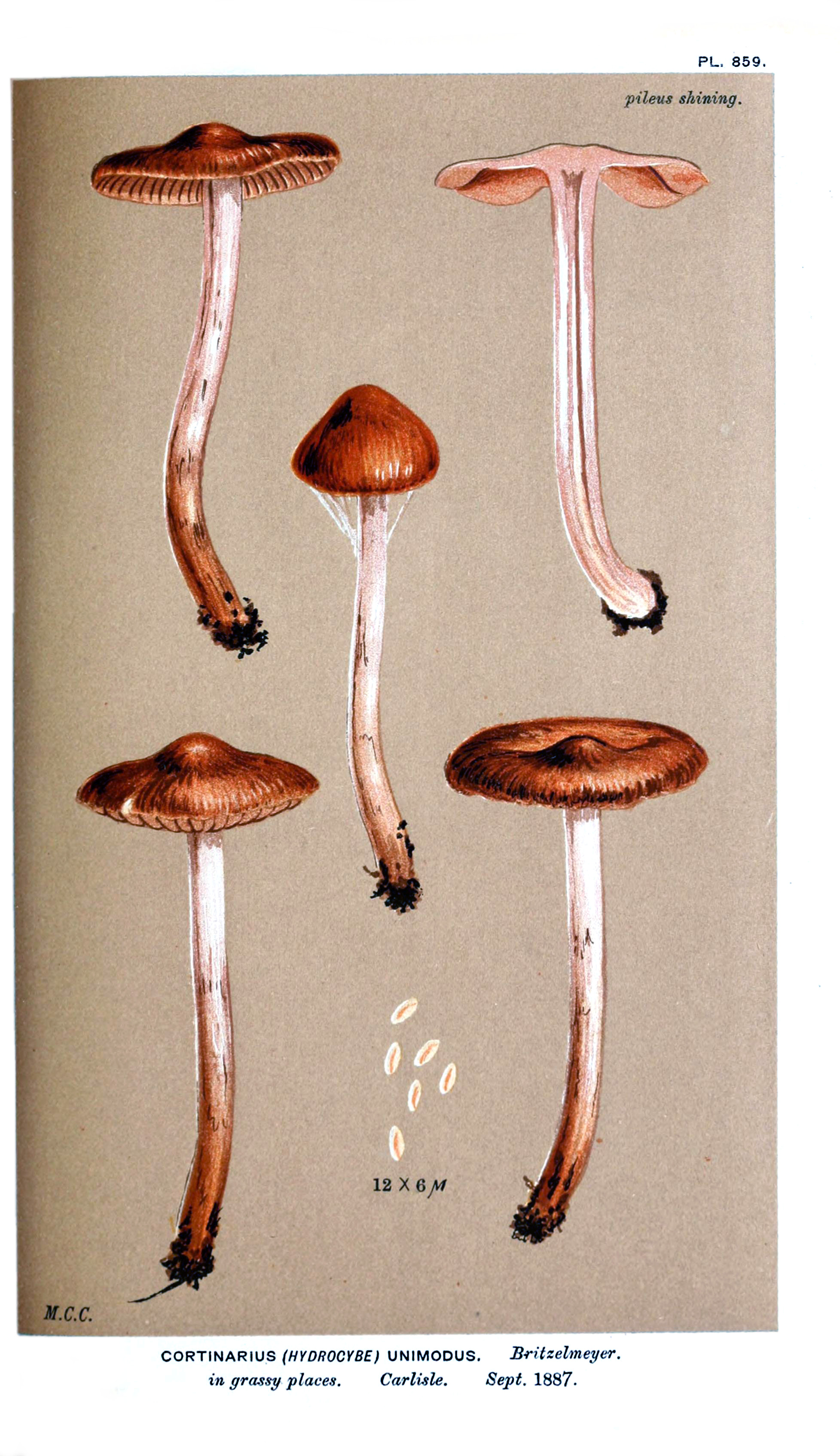
Morfologia

Zasłonak szarofioletowawy (Cortinarius casimiri (Velen.) Huijsman) – gatunek grzybów należący do rodziny zasłonakowatych (Cortinariaceae).

## Systematyka i nazewnictwo
Pozycja w klasyfikacji według Index Fungorum: Cortinarius, Cortinariaceae, Agaricales, Agaricomycetidae, Agaricomycetes, Agaricomycotina, Basidiomycota, Fungi.
Po raz pierwszy opisał go w 1921 r. Josef Velenovský, nadając mu nazwę Telamonia casimirii. Obecną nazwę nadał ma H.S.C. Huijsman w 1955 r. Synonimów ma kilkanaście. Niektóre z nich:
- Cortinarius casimiri (Velen.) Huijsman 1955 var. casimiri
- Cortinarius casimiri var. hoffmannii (Reumaux) Suár.-Sant. & A. Ortega 2009
- Cortinarius decipiens var. hoffmannii Reumaux 1988
- Cortinarius hoffmannii (Reumaux) Reumaux 2001
- Cortinarius megasporus var. subsertipes (Romagn.) Bon 1991
- Cortinarius subsertipes Romagn. 1952
- Telamonia casimiri Velen. 1921

Nazwę polską nadał Andrzej Nespiak w 1981 r., wcześniej opisywał ten gatunek pod nazwą zasłonak Kazimierza.

## Morfologia
Kapelusz
Średnica 1,5–3 cm, kształt stożkowy lub wypukły z ostrym garbkiem. Powierzchnia higrofaniczna; w stanie suchym ochrowa, w stanie wilgotnym brązowoszara lub ciemnobrązowa, pokryta drobnymi, białymi włókienkami.
Blaszki
Dość rzadkie, wykrojone, początkowo gliniaste, potem od zarodników ochrowe.
Trzon
Wysokość do 7,5 cm, grubość 3–5 mm, cylindryczny, nieznacznie rozszerzający się przy podstawie. Powierzchnia biaława, pokryta w górnej części liliowymi lub fioletowymi włókienkami, w dolnej naga.
Miąższ
Bardzo cienki, bez wyraźnego zapachu i smaku.
Cechy mikroskopijne
Skórka kapelusza zbudowana z cienkiej warstewki bardzo wąskich, równoległych strzępek. Niektóre z nich posiadają przegrody. Górna warstwa epikutis zbudowana z cylindrycznych, bardzo grubych i krótkich strzępek zawierających w środku ochrowy pigment. Podstawki maczugowate, rozszerzające się w kierunku 2 lub 4 sterygm. Zarodniki elipsoidalne, bardzo duże, o słabo brodawkowanych ścianach i rozmiarach 10,3–13 × 5,7 –7,2 μm.

## Występowanie i siedlisko
Znane jest występowanie tego gatunku głównie w Europie. Występuje w Anglii i północnych regionach Europy, na północ sięgając aż po archipelag Svalbard (około 78° szerokości geograficznej). Ponadto podano jego występowanie w prowincji Kolumbia Brytyjska w Kanadzie. Znany jest również w Hiszpanii, ale tutaj jest rzadki. Na terenie Polski w piśmiennictwie naukowym do 2003 r. podano tylko 2 stanowiska. Więcej stanowisk podaje internetowy atlas grzybów.
Rośnie na ziemi, w lasach, na ściółce z liści lub igliwia buków i sosen.